# Siriella clausii
Siriella clausii är en kräftdjursart som beskrevs av Georg Ossian Sars 1877. Siriella clausii ingår i släktet Siriella och familjen Mysidae. Inga underarter finns listade i Catalogue of Life.